# Cosplay Complex
Cosplay Complex (яп. こすぷれCOMPLEX Проблемы Косплея) — комедийное аниме, сделанное в формате OVA.

## Сюжет
Основные события концентрируются вокруг косплей-клуба в Восточной академии Ойдзуми. Центральная линия сюжета для аниме в целом отсутствует, каждая серия представляет собой отдельную небольшую историю. Первая — это косплей-соревнование между Тяко и Дженни Маттэль. Вторая — работа клуба в косплей-кофейне на берегу пролива Микадзуки и «свидание» Тяко с Тамией. Третья серия, как и первая, является косплей-соревнованием.

## Персонажи

### Косплей клуб
Тяко Хасэгава (яп. 長谷川チャコ Хасэгава Тяко) — главный персонаж аниме, девушка с розовыми волосами, представляет собой пародию на бисёдзё (рус. красивая девушка) с ярко очерченными чертами таких персонажей — добрая и наивная. Очень жизнерадостная, романтичная и мечтательная, но в противопоставление этому ленива и легкомысленна, неуклюжа, в частности, не умеет шить косплейные костюмы. Живёт вместе с Сатико, Икэбукуро и Дэрумо. Учится в Восточной академии Ойдзуми, 2 год, класс В. 

Тяко Хасэгава

Пародия: Обычно такие персонажи встречаются в сёнэн-аниме, но противоположного пола.

Сэйю: Сакура Ногава

Мария Имаи

 Мария Имаи (яп. 今井まりあ Имаи Мариа) — старшая сестра Афины Имаи. Когда Джэнни пристаёт к Афине, пытается «защитить» сестру. Стеснительная. 

Пародия: Заботливая сестра.

Сэйю: Тиба Саэко
Афина Имаи (яп. 今井あてな Имаи Атэна) — младшая сестра Марии Имаи. 

Афина Имаи

Пародия: Ребёнок, требующий много внимания к себе, например, Скульд в аниме и манге «Моя Богиня!» Однако в противоставление Афине Имаи часто говорит разные вариации: «Я такая маленькая», что абсолютно нехарактерно для большинства персонажей такого рода.

Сэйю: Симидзу Ай

Дженни Маттэль

 Дженни Маттэль (яп. ジェニー・マテル Дзени: Матэру) — энергичная, жизнерадостная, весёлая итальянка. Имеет светлые, традиционные для иностранных персонажей волосы. Лесбиянка, в частности, ей нравятся маленькие девочки, что добавляет в сериал элементы пародии на жанр лоликон. В косплей-клуб вступает из-за Афины Имаи, к которой часто пристаёт. Учится в Восточной академии Ойдзуми, 1 год, класс С. 

Пародия: Иностранка — представлена как носитель искажённой западными взглядами морали.

Рэйка Аосима

Горо Ёродзуё

Сэйю: Ватанабэ Акэно
Рэйка Аосима (яп. 青島麗華 Аосима Рэйка) — президент студсовета и вице-президент косплей-клуба. Заведует расходами и доходами клуба, следит за состоянием помещения, в котором он располагается. Выступает в кружке как человек, следящий за поведением и порядком. Испытывает неравнодушные чувства к Горо Ёродзуё, в один из моментов второй серий они почти целуются, но этому мешает Дженни Матель. Рэйка является персонажем-мэганэкко.

Сэйю: Такахаси Тиаки
Горо Ёродзуё (яп. 万代五郎 Ёродзуё Горо:) — глава клуба, единственный мужчина в косплей-клубе. Ему нравится Рэйка Аосима, он любит читать романтические тексты в её присутствии или придумывать их по ходу действия и связывать это с происходящий в данный момент ситуацией. Пародийная харизматичность его личности часто проявляется в описании запланированной карьеры клуба. Очень сильно уважает учителя Куроба, даже с некоторой фанатичностью. 

Сэйю: Тиба Сусуму

### Волшебные существа клуба
Дэрумо (яп. デルモ) — девочка-фея, которая может превращаться в косплей-одежду. Любит есть пирожные и шоколад, и просто есть. Живёт вместе с Тяко Хасэгавой. Пришла за три месяца до событий, происходящих в аниме, после того, как Тяко молилась в храме Марии стать лучшей в косплее. 

Сэйю: Кугимия Риэ
Икэбукуро (яп. イケブクロウ Икэбукуро:) — филиноподобное существо, не умеющее говорить, но любящее комментировать события — либо табличками с надписями, либо совиными «ухами», в частности, когда Тяко встречает Тамию — табличками с сердечками. Пришло за три месяца до событий, происходящих в аниме, после того, как Тяко молилась в храме Марии стать лучшей в косплее. 

Сэйю: Оно Кэнъити

### Второстепенные персонажи
Сатико Арии (яп. 有井幸子 Арии Сатико)
Сэйю: Масуда Юки
Косукэ Тамия (яп. 田宮耕介 Тамия Косукэ) — «первый фэн Тяко». Нравится Тяко.

Сэйю: Сакураи Такахиро
Куроба (яп. --) — тренер косплей-клуба, найденный Горо. Появляется в начале второй серии, где Горо представляет его как тренера их косплей-клуба, выписанного только что из больницы. После того как Куроба начинает излагать планы клуба по продвижения в чемпионате по косплею, Дэрумо задаёт ему несколько вопросов. После того, как он видит фею, ему становится плохо, и его увозят в больницу.

Пародия: Учитель. Взрослый Горо.

Сэйю: Номура Кэндзи
Ранко Такара (яп. 鷹良蘭子 Такара Ранко) — глава косплей-клуба Син Такурадзука. Появляется в третьей серии.

Сэйю: Кикуко Иноэ
Томии Цукаса (яп. 富井つかさ)

Сэйю: Масуми Асано

## Серии
| 1 | Раунд I: Рождение Косплей-клуба!Round 1: The Birth of the Cosplay Club «Kosupure bu tanjou!» (コスプレ部誕生！)                                 | 25 мая 2002      |
| Председатель клуба Горо говорит о текущих проблемах клуба, о необходимости найти преподавателя и пополнении состава, а также усердной работе. В клуб хочет вступить Дженни Матель, увидевшая Афину Имаи. По этому случаю Горо Ёродзуё решает устроить «косплей-битву» между ней и Тяко, которую называет козырём клуба. Во время начала представления объявляет размеры Тяко — 68.2 х 50.4 х 70, Дженни — 88 х 52.2 х 73.3, и представляет судей — Рэйку, Икэбукуро и Сатико. Первый раунд «Сцена выхода девочки-волшебницы, которая идёт в свою новую школу»: Дженни Маттэль получает баллы 8-8-7, Тяко — 6-9-7; Второй раунд «Сцена: Боевая девчонка, которая выглядит слабой, но, похоже, знает приёмчики»: Дженни Маттэль — 6-8-9, Тяко — 10-9-9; Третий раунд «Я не знаю, человек она или машина, но красивая девочка-робот — это здорово» — во время переодевания и подготовки к нему Тяко и Дженни помогают друг другу и становятся друзьями; сам раунд не показан, но позднее объявляется, что он закончен вничью. Дженни принимают в клуб, Тяко узнает, что конкурс Горо провёл из-за вырученных за билеты денег. Затем происходит небольшая сценка между Дженни и Марией Имаи, где Мария не хочет отдавать Афину Имаи Дженни. | |                  |
| 2 | Раунд II: Прекрасный летний тренировочный лагерь!!Round 2: Alluring Summer Camp «Miwaku no natsugasshuku!!» (魅惑の夏合宿！！)                  | 25 июля 2002     |
| Тренер клуба Куроба объявляет, что косплей-команда поедет к проливу Микадзуки в 6 часов утра. Потом ему становится плохо, и его увозят в больницу, новым тренером назначают Сатико Арии. Девушки заезжают в магазин, чтобы выбрать себе новые купальники; Дженни Маттэль опять начинает заигрывать с Афиной, Мария злится. Тяко встречает Тамию и узнаёт, что он тоже едет в лагерь на берегу Микадзуки. После приезда на пляж они узнают, что приехали для работы в косплей-кофейне. Горо говорит, что это — хорошая возможность показать себя. Останавливаются они в древнем храме, где Тяко узнает легенду о журавле. | |                  |
| 3 | Раунд III: Открываем карты, господа! «Kessen! Ooizumi higashi gakuen taiikukan ha akaku moe teiru!» (決戦！ 大泉東学園体育館は赤く燃えている！) | 25 сентября 2002 |
| Клуб навещает тренера Куроба. Томии Цукаса, проходя мимо Тяко, слышит слово «косплей», после чего хочет познакомиться с ней, но поскальзывается и падает в лужу, после чего Тяко отводит Цукасу домой. Впоследствии она знакомится с косплей-клубом школы Ойдзуми. Глава косплей-клуба Син Такурадзука — Такара Ранко, предлагает провести соревнование. Соотношение команд в соревновании: Тяко Хасэгава, Мария Имаи, Афина Имаи, Дженни Маттэль, Рэйка Аосима против Такары Ранко и Томии Цукасы. Жюри: Икэбукуро, Сатико Арии. Специальные гости: настоятель храма Дайсан, «таинственная леди», Косукэ Тамия. Первое выступление: Тяко и Рэйка (92 балла) против Ранко (100 баллов). Второе выступление: Мария Имаи (100 баллов) против Ранко (92 балла). Третье выступление: Ранко против Дженни. Четвертое выступление: Тяко и Цукаса. | |                  |

## Саундтреки
Вступительная заставка:

«Moete Koso Kosupure» — Сакура Ногава
Завершающая заставка:

«Cosplay Ondo (Kosupure Ondo)» — Сакура Ногава